# Conus cacao
Conus cacao é uma espécie de gastrópode do gênero Conus, pertencente a família Conidae.

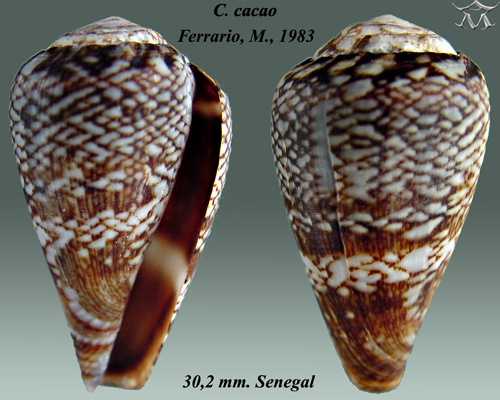
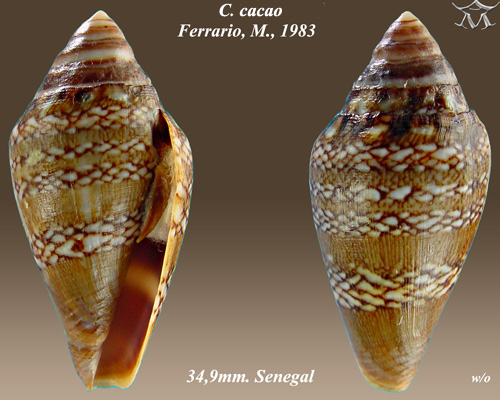
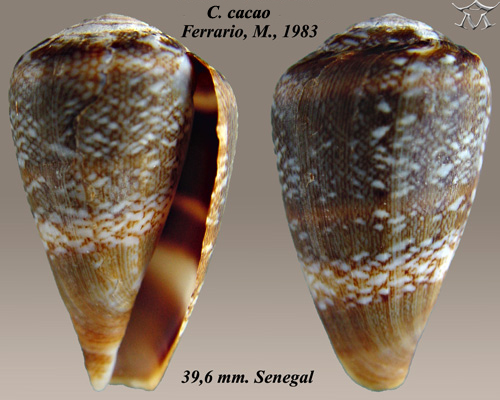